# Juan Diego González
Juan Diego González Alzate (Medellín, 22 settembre 1980 – Copacabana, 27 febbraio 2020) è stato un calciatore colombiano, di ruolo difensore.

## Carriera
Ha iniziato la sua carriera nelle file delle giovanili dell'Envigado. Dopo un inizio impressionante della sua carriera in Colombia, si trasferisce in Argentina nel 2000 nel Almagro. Nel 2001 si trasferisce al San Lorenzo, in cui vinse la Coppa Mercosur quello stesso anno. Dopo un breve soggiorno al San Lorenzo torna in Colombia nell'Envigado.
Nelle stagioni seguenti gioca per diversi club colombiani prima di trasferirsi nel club messicano del Santos Laguna per un breve periodo nel 2006. Nella stagione seguente tornò in Colombia e si è unito all'Once Caldas. Nel 2007 entra a far parte de La Equidad ed è stato un membro di spicco della squadra con 56 presenze in campionato; nel 2008 ha vinto anche la Coppa colombiana. Il 5 agosto 2010, ha firmato un contratto con il Philadelphia Union.